# 找不着北
找不着北（西班牙語：Perdiendo el norte）是一部西班牙语喜剧电影。由纳乔·加西亚·贝利利亚执导。 
它涉及青年失业和高失业率，经济移民，家庭隔离，语言障碍，阿尔茨海默氏症，不孕症等一系列有趣的主题。
这部电影于2015年3月6日在西班牙首映。

## 简介
雨果和布劳略，两名受过大学教育的年轻人，厌倦了在西班牙找不到工作和没有未来的生活，看到一个“西班牙在世界”的电视节目后，决定移民到德国。但很快他们对德国的希冀就化成了泡影，并且他们所追求的德国梦可能是一个噩梦。

## 演员表

### 主要演员
- Yon González（西班牙语：Yon González） 饰演 雨果  （西班牙語：Hugo Cifuentes Marín）
- Miki Esparbé（西班牙语：Miki Esparbé） 饰演 拉法  （西班牙語：Rafa）
- 朱利安·洛佩兹（西班牙语：Julián López (actor)） 饰演 布劳略  （西班牙語：Braulio Huete Jimeno）
- 布蘭卡·蘇亞雷斯 饰演 卡拉  （西班牙語：Carla）
- 烏蘇拉·可貝蘿 饰演 纳迪亚  （西班牙語：Nadia）
- Younes Bachir（西班牙语：Younes Bachir） 饰演 哈坎·阿克曼 （西班牙語：Hakan Akman）
- Malena Alterio（西班牙语：Malena Alterio） 饰演 马里索尔  （西班牙語：Marisol）
- 约瑟夫·萨克斯坦（西班牙语：José Sacristán） 饰演 安德鲁 （西班牙語：Andrés Hernández Capel）
- Javier Cámara（西班牙语：Javier Cámara） 饰演 
- 卡门·玛芝 饰演 （西班牙語：贝尼尼亚·马林）
- Markus Oberhauser（西班牙语：Markus Oberhauser） 饰演 德国企业家

### 友情出演
- Alberto Chicote（西班牙语：Alberto Chicote） 饰演 Cura
- 阿图罗·瓦尔斯（西班牙语：Arturo Valls） 饰演 “西班牙语遍布全球”节目嘉宾

## 歌曲
- Mi querida España（我心爱的西班牙） - Kiko Veneno（西班牙语：Kiko Veneno） 和 Rozalén（西班牙语：Rozalén）
- Berlín（柏林） - Rozalén（西班牙语：Rozalén）

## 奖项和提名
| 奖项                 | 类别                 | 提名            | 结果 |
| -------------------- | -------------------- | --------------- | ---- |
| Neox Fan Awards 2015 | 最佳西班牙电影       | 最佳西班牙电影  | 提名 |
| Neox Fan Awards 2015 | 最佳西班牙电影女演员 | 布蘭卡·蘇亞雷斯 | 提名 |
| Neox Fan Awards 2015 | 最佳西班牙电影演员   | Yon González    | 提名 |